# Tucker Martine
Pour les articles homonymes, voir Martine.
 (août 2021).
Le contenu est difficilement compréhensible vu les erreurs de traduction, qui sont peut-être dues à l'utilisation d'un logiciel de traduction automatique.
 (août 2021).
La mise en forme du texte ne suit pas les recommandations de Wikipédia : il faut le « wikifier ».
Les points d'amélioration suivants sont les cas les plus fréquents. Le détail des points à revoir est peut-être précisé sur la page de discussion.
- Les titres sont pré-formatés par le logiciel. Ils ne sont ni en capitales, ni en gras.
- Le texte ne doit pas être écrit en capitales (les noms de famille non plus), ni en gras, ni en italique, ni en « petit »…
- Le gras n'est utilisé que pour surligner le titre de l'article dans l'introduction, une seule fois.
- L'italique est rarement utilisé : mots en langue étrangère, titres d'œuvres, noms de bateaux, etc.
- Les citations ne sont pas en italique mais en corps de texte normal. Elles sont entourées par des guillemets français : « et ».
- Les listes à puces sont à éviter, des paragraphes rédigés étant largement préférés. Les tableaux sont à réserver à la présentation de données structurées (résultats, etc.).
- Les appels de note de bas de page (petits chiffres en exposant, introduits par l'outil «  Source ») sont à placer entre la fin de phrase et le point final[comme ça].
- Les liens internes (vers d'autres articles de Wikipédia) sont à choisir avec parcimonie. Créez des liens vers des articles approfondissant le sujet. Les termes génériques sans rapport avec le sujet sont à éviter, ainsi que les répétitions de liens vers un même terme.
- Les liens externes sont à placer uniquement dans une section « Liens externes », à la fin de l'article. Ces liens sont à choisir avec parcimonie suivant les règles définies. Si un lien sert de source à l'article, son insertion dans le texte est à faire par les notes de bas de page.
- La présentation des références doit suivre les conventions bibliographiques. Il est recommandé d'utiliser les modèles {{Ouvrage}}, {{Chapitre}}, {{Article}}, {{Lien web}} et/ou {{Bibliographie}}. Le mode d'édition visuel peut mettre en forme automatiquement les références.
- Insérer une infobox (cadre d'informations à droite) n'est pas obligatoire pour parachever la mise en page.

Pour une aide détaillée, merci de consulter Aide:Wikification.
Si vous pensez que ces points ont été résolus, vous pouvez retirer ce bandeau et améliorer la mise en forme d'un autre article.
Tucker Martine (né le 14 janvier 1972) est un producteur de disques, musicien et compositeur américain. En 2010, Martine rejoint la liste des 10 meilleurs producteurs de la décennie dans Paste Magazine.

## Débuts
Tucker Martine est le fils du chanteur et compositeur Layng Martine Jr. Il grandit à Nashville (Tennessee). Il joue dans des groupes et fait des essais avec du materiel d'enregistrement. Après son diplôme d'études secondaires, il déménage à Boulder (Colorado). Il est DJ à la radio publique KGNU, diffuse souvent deux disques ou plus simultanément. Martine suit des cours à l'Université Naropa (en). Il étudie le collage sonore et se lie d'amitié avec Harry Smith, ethnomusicologue, artiste et kabbaliste, qui aura une grande influence sur lui.

## Carrière
En 1993, Martine a déménagé à Seattle, dans l'État de Washington. Il rejoint le groupe de chambre de Wayne Horvitz et fonde The 4 Plus 1 Ensemble aux côtés de Reggie Watts. Martine y utilise une série de dispositifs de bouclage et de manipulation du son alimentés par les autres instruments acoustiques du groupe. Martine reçoit une nomination aux Grammy en 2007 dans la catégorie "meilleur album d'ingénierie" pour l'album Floratone avec Bill Frisell sur Blue Note. Il sort plusieurs albums de ses enregistrements de terrain. En tant que compositeur et musicien, Martine sort deux albums sous le pseudonyme Mount Analog, ou bien Mylab (collaboration avec le claviériste Wayne Horvitz (en)) et Orchestra Dim Bridges (avec l'altiste Eyvind Kang). Microsoft fait appel à Martine pour composer les sons de démarrage et de marque du nouveau système Vista. Aujourd'hui, Martine vit à Portland et continue de faire des disques dans son propre studio Flora Recording & Playback (en).

## Discographie

### En tant que Tucker Martine
- Eat The Dream: Marocoo Reveries (1994)
- Bush Taxi Mali (1998)
- Orchestra Dim Bridges, avec Eyvind Kang (2004)
- Broken Hearted Dragonflies: Insect Electronica d'Asie du Sud-Est (2005)
- Fireworks - First Aid Kit (2017)

### Avec Floratone[3]
- Floratone (2007)
- Floratone II (2012)

### Group The 4 Plus 1 Ensemble (avec Wayne Horvitz,  Reggie Watts, Eyvind Kang, Julian Priester)
- 4+1Ensemble (Intuition, 1996 [1998])
- From a Window (Avant, 2000)

### Group Mylab avec Wayne Horvitz
- Mylab (2004)

### Comme Mount Analog
- Mount Analog  (1997)
- New skin (2004)

## Discographie sélective
(août 2021).
 (août 2021).
| Artiste                             | Album                                                   | Contribution                                                        | Année |
| ----------------------------------- | ------------------------------------------------------- | ------------------------------------------------------------------- | ----- |
| Rosanne Cash                        | She Remembers Everything                                | Producteur/Ingénieur du son/mixage                                  | 2018  |
| Karl Blau                           | Introducing Karl Blau                                   | Producteur/Ingénieur du son/mixage                                  | 2016  |
| case/lang/veirs                     | case/lang/veirs                                         | Producteur/Ingénieur du son/mixage/Percussion                       | 2016  |
| Aoife O'Donovan                     | In The Magic Hour                                       | Producteur/Ingénieur du son/mixage/Percussion                       | 2016  |
| My Morning Jacket                   | The Waterfall                                           | Producteur/Ingénieur du son/mixage/Percussion                       | 2015  |
| The Decemberists                    | What a Terrible World, What a Beautiful World           | Producteur/Ingénieur du son/mixage/chanteur                         | 2015  |
| Modest Mouse                        | Strangers to Ourselves                                  | Producteur / Ingénieur du son                                       | 2015  |
| Sufjan Stevens                      | Carrie & Lowell                                         | Recordist                                                           | 2015  |
| Punch Brothers                      | The Phosphorescent Blues                                | Recordist                                                           | 2015  |
| Bill Frisell                        | Guitar in the Space Age!                                | Ingénieur du son                                                    | 2014  |
| Brian Blade                         | Landmarks                                               | Ingénieur du son                                                    | 2014  |
| Don Henley / Blind Pilot            | Looking into You: A Tribute to Jackson Browne           | Producteur / Ingénieur du son / Mixage                              | 2014  |
| Jenny Scheinman                     | The Littlest Prisoner                                   | Producteur / Ingénieur du son / Mixage                              | 2014  |
| Camera Obscura                      | Desire Lines                                            | Producteur / Ingénieur du son / Mixage                              | 2013  |
| Lori Goldston                       | Film Scores                                             | Engineer, Producteur                                                | 2013  |
| Jars of Clay                        | Inland                                                  | Producteur / Ingénieur du son                                       | 2013  |
| The Avett Brothers                  | Magpie and the Dandelion                                | Engineer                                                            | 2013  |
| Jim James                           | Regions of Light and Sound of God                       | Engineer                                                            | 2013  |
| Richard Buckner                     | Surrounded                                              | Mixing                                                              | 2013  |
| Neko Case                           | The Worse Things Get...                                 | Producteur / Ingénieur du son / Mixage                              | 2013  |
| Laura Veirs                         | Warp & Weft                                             | Producteur / Ingénieur du son / Mixage                              | 2013  |
| Lau                                 | Race the Loser                                          | Producteur                                                          | 2012  |
| Black Prairie                       | A Tear in the Eye Is a Wound in the Heart               | Producteur / Ingénieur du son / Mixage                              | 2012  |
| Floratone                           | Floratone II                                            | Compositeur, Ingénieur du son, Producteur                           | 2012  |
| Jenny Scheinman                     | Mischief & Mayhem                                       | Mixage                                                              | 2012  |
| Beth Orton                          | Sugaring Season                                         | Producteur, Ingénieur du son, Mixage, Percussion                    | 2012  |
| The Avett Brothers                  | The Carpenter                                           | Ingénieur du son                                                    | 2012  |
| Tift Merritt                        | Traveling Alone                                         | Producteur, Ingénieur du son                                        | 2012  |
| The Chieftains                      | Voice of Ages                                           | Ingénieur du son                                                    | 2012  |
| The Decemberists                    | We All Raise Our Voices to the Air: Live Songs 04.11.08 | Mixage                                                              | 2012  |
| Various Artists                     | The Hunger Games: Songs from District 12 and Beyond     | Ingénieur du son                                                    | 2012  |
| My Morning Jacket                   | Circuital                                               | Producteur / Ingénieur du son / Mixage / Photographie               | 2011  |
| Abigail Washburn                    | City of Refuge                                          | Producteur / Ingénieur du son / Mixage / Percussions                | 2011  |
| R.E.M.                              | Collapse into Now                                       | Ingénieur du son                                                    | 2011  |
| Wild Flag                           | Wild Flag                                               | Mixage                                                              | 2011  |
| The Decemberists                    | Long Live the King                                      | Producteur / Ingénieur du son / Mixage                              | 2011  |
| Thao & Mirah                        | Thao &amp; Mirah                                        | Mixage                                                              | 2011  |
| The Decemberists                    | The King Is Dead                                        | Producer / Ingénieur du son / Mixage                                | 2011  |
| John Wesley Harding                 | The Sound of His Own Voice                              | Mixage                                                              | 2011  |
| Laura Veirs                         | Tumble Bee: Laura Veirs Sings Folk Songs for Children   | Producteur / Ingénieur du son / Mixage / Percussions                | 2011  |
| Blind Pilot                         | We Are the Tide                                         | Mixage                                                              | 2011  |
| Quasi                               | American Gong                                           | Mixage                                                              | 2010  |
| Black Prairie                       | Feast of the Hunters' Moon                              | Producteur, Ingénieur du son                                        | 2010  |
| Laura Veirs                         | July Flame                                              | Producteur / Ingénieur du son / Mixage / Percussions / Photographie | 2010  |
| Tift Merritt                        | See You on the Moon                                     | Producteur / Ingénieur du son / Mixage                              | 2010  |
| Langhorne Slim                      | Be Set Free                                             | Mixing                                                              | 2009  |
| Laura Gibson                        | Beasts of Seasons                                       | Producteur / Ingénieur du son / Mixage                              | 2009  |
| Bill Frisell                        | Disfarmer                                               | Ingénieur du son, Mixage                                            | 2009  |
| Spoon                               | Got Nuffin'                                             | Mixage                                                              | 2009  |
| Thao & The Get Down Stay Down       | Know Better Learn Faster                                | Producteur / Ingénieur du son / Mixage                              | 2009  |
| Brian Blade                         | Mama Rosa                                               | Compositeur, Ingénieur du son, Mixage                               | 2009  |
| Loch Lomond                         | Night Bats                                              | Mixage                                                              | 2009  |
| Bill Frisell                        | The Best of Bill Frisell, Vol. 1: Folk Songs            | Ingénieur du son, Mixage                                            | 2009  |
| The Decemberists                    | The Hazards of Love                                     | Producer, Engineer, Mixing                                          | 2009  |
| Death Cab for Cutie                 | The Open Door EP                                        | Mixing                                                              | 2009  |
| Mirah                               | (A)spera                                                | Producer, Engineer. Mixing                                          | 2009  |
| Wayne Horvitz                       | A Walk In The Dark                                      | Engineer                                                            | 2008  |
| Colin Meloy                         | Colin Meloy Sings Live!                                 | Assembly, Mixing                                                    | 2008  |
| Transmissionary Six                 | Cosmonautical                                           | Mixing                                                              | 2008  |
| Chris Walla                         | Field Manual                                            | Mixing                                                              | 2008  |
| Musée Mécanique                     | Hold This Ghost                                         | Mixing                                                              | 2008  |
| Wayne Horvitz                       | One Dance Alone                                         | Engineer                                                            | 2008  |
| Brian Blade                         | Season of Changes                                       | Engineer, Mixing                                                    | 2008  |
| Mudhoney                            | The Lucky Ones                                          | Producer / Engineer / Mixing                                        | 2008  |
| Thao & the Get Down Stay Down       | We Brave Bee Stings and All                             | Producer / Engineer / Mixing / Musician                             | 2008  |
| Steve Wynn                          | Crossing Dragon Bridge                                  | Mixing                                                              | 2008  |
| Marco Benevento                     | Invisible Baby                                          | Engineer                                                            | 2008  |
| Floratone                           | Floratone                                               | Producer, Composer, Engineer, Producer                              | 2007  |
| Jesse Sykes & the Sweet Hereafter   | Like, Love, Lust and the Open Halls of the Soul         | Producer, Engineer, Mixing, Percussion                              | 2007  |
| Laura Veirs                         | Saltbreakers                                            | Beats, Drums, Engineer, Mixing, Percussion, Producer                | 2007  |
| Jim White                           | Transnormal Skiperoo                                    | Drums, Engineer, Handclapping, Producer, Vocals                     | 2007  |
| Johanna Kunin                       | Clouds Electric                                         | Producer, Mixing, Performer                                         | 2006  |
| Heather Greene                      | Five Dollar Dress                                       | Beats, Engineer, Mixing, Percussion, Producer                       | 2006  |
| Mike Dumovich                       | Mesojunarian                                            | Drums, Engineer, Noise, Producer                                    | 2006  |
| Transmissionary Six                 | Radar                                                   | Audio Production, Producer, Engineer, Mixing, Shaker, Tambourine    | 2006  |
| The Decemberists                    | The Crane Wife                                          | Producer, Engineer, Mixing,                                         | 2006  |
| Mudhoney                            | Under a Billion Suns                                    | Producer, Engineer, Mixing, Treatments                              | 2006  |
| Bill Frisell                        | East/West                                               | Engineer, Mixing                                                    | 2005  |
| The Long Winters                    | Ultimatum                                               | Audio Production, Producer                                          | 2005  |
| Erin McKeown                        | We Will Become Like Birds                               | Producer / Engineer / Mixing / Musician                             | 2005  |
| Laura Veirs                         | Year of Meteors                                         | Producer / Engineer / Mixing / Musician                             | 2005  |
| Laura Veirs                         | Carbon Glacier                                          | Producer, Musician, Engineer, Mixing, Composer, Treatments          | 2004  |
| Jim White                           | Drill A Hole In That Substrate And Tell Me What You See | Producer, Drums, Engineer                                           | 2004  |
| Bush Taxi Mali                      | Field Recordings From Mali                              | Producer, Engineer, Photography                                     | 2004  |
| Broken Hearted Dragonflies          | Insects of Southeast Asia                               | Producer, Recordist, Photography                                    | 2004  |
| Mylab                               | Mylab                                                   | Producer, Composer, Musician, Mixing, Field Recording               | 2004  |
| Mount Analog                        | New Skin                                                | Producer, Composer, Musician, Engineer, Mixer                       | 2004  |
| Jesse Sykes and the Sweet Hereafter | Oh, My Girl                                             | Producer, Engineer, Drums, Mixing                                   | 2004  |
| Eyvind Kang                         | Virginal Co Ordinates                                   | Engineer, Treatments                                                | 2003  |
| DownPilot                           | Leaving Not Arriving                                    | Producer, Drums, Engineer, Mixing, Beat Box                         | 2003  |
| Daniel Carter & Rueben Radding      | Luminescence                                            | Recording, Mixing                                                   | 2003  |
| John Zorn                           | Masada Guitars                                          | Engineer                                                            | 2003  |
| Petra Haden & Bill Frisell          | Self-titled                                             | Recorder, Mixer                                                     | 2003  |
| Kelly Joe Phelps                    | Slingshot Professionals                                 | Engineer, Mixer                                                     | 2003  |
| Bill Frisell                        | The Intercontinentals                                   | Engineer, Mixing                                                    | 2003  |
| Wayne Horvitz                       | Forever                                                 | Producer, Engineer, Mixing                                          | 2003  |
| Nicholas Vroman                     | Periods and Question Marks                              | Producer, Endineer, Mixing                                          | 2003  |
| Jesse Sykes and the Sweet Hereafter | Reckless Burning                                        | Producer, Engineer, Mixing                                          | 2002  |
| Bill Frisell                        | The Willies                                             | Engineer, Mixing                                                    | 2002  |
| Sarah Siskind                       | Covered                                                 | Producer, Drums, Mixing                                             | 2001  |
| Four Plus One Ensemble              | From A Window                                           | Producer, Musician, Mixing, Drum Machines                           | 2001  |
| Laura Veirs                         | Triumphs and Travails of Orphan Mae                     | Producer, Drums, Engineer, Mixing, Field Recording                  | 2001  |
| Danny Barnes                        | Things I Done Wrong                                     | Percussion, Engineer, Mixing                                        | 2001  |
| Sanford Arms                        | Too Loud For the Snowman                                | Producer, Engineer, Mixing                                          | 2001  |
| Eyvind Kang                         | The Story of Iceland                                    | Drums, Voices, Recording, Mixing                                    | 2000  |
| Eyvind Kang                         | Theater of Mineral NADEs                                | Drums                                                               | 1998  |
| Farmer Not So John                  | Receiver (album)                                        | Producer                                                            | 1998  |
| Eat the Dream                       | Gnawa Music From Essaouria, Morocco                     | Recorded, Produced                                                  | 1996  |
| Land of the Loops                   | Bundle of Joy                                           | Mixing                                                              | 1996  |